# Alleanza Unionista Irlandese
L'Alleanza Unionista Irlandese, anche conosciuta come Partito Unionista Irlandese o semplicemente gli Unionisti, fu un partito politico unionista fondato in Irlanda dalla Irish Loyal and Patriotic Union per opporsi ai progetti per l'Home Rule per l'Irlanda all'interno del Regno Unito di Gran Bretagna e Irlanda. Il partito fu guidato per gran parte della sua esistenza dal colonnello Edward James Saunderson e in seguito da William St John Brodrick, conte di Midleton. In totale, 86 membri della Camera dei Lord si affiliarono con l'Alleanza Unionista Irlandese, anche se la militanza fu relativamente ridotta.
Il partito si allineò con il Partito Conservatore e con il Partito Liberale Unionista per impedire il passaggio della legge sull'home rule; i suoi membri si unirono al gruppo dei conservatori a Westminster, e vennero spesso descritti come "conservatori" o "conservatori unionisti", anche se gran parte del sostegno giungeva da elettori liberali. Tra i membri più prominenti vi fu l'avvocato di Dublino Edward Carson e il fondatore del movimento cooperativo irlandese, Horace Plunkett. La forza elettorale fu in gran parte (anche se non esclusivamente) concentrata nell'Ulster orientale e nella parte meridionale di Dublino.
L'Alleanza naufragò per disaccordi interni durante i primi anni degli anni '20, con il tema della partizione d'Irlanda che si rivelò particolarmente divisivo. Molti unionisti al di fuori dell'Ulster si rassegnarono alla necessità politica dell'Home Rule, mentre gli unionisti dell'Ulster si stabilirono in un'organizzazione separata, il Partito Unionista dell'Ulster (UUP). Nel 1919 l'Alleanza si sciolse con la fondazione della Lega Unionista contro la Spartizione, che segnalò la fine dell'unionismo istituzionale in Irlanda. L'UUP continuò ad operare nell'Irlanda del Nord e avrebbe dominato la politica interna per gran parte del XX secolo.